# Мірошник Григорій Михайлович
Григорій Михайлович Мірошник (нар. 1914, Російська імперія — пом. 19??, УРСР) — радянський футболіст та тренер, виступав на позиції захисника та півзахисника.

## Кар'єра гравця
Футбольну кар'єру розпочав у 1936 році в київському «Спартаку». У 1939 році захищав кольори мінського «Спартака».
У 1942 році виступав за «Військову частину товариша Іванова» (Москва), а наступного року — «Динамо II» (Москва).

## Кар'єра тренера
По завершенні кар'єри гравця розпочав тренерську діяльність. У 1960 році очолив кременчуцьке «Дніпро», а наступного року — аматорський клуб «Авангард» (Крюків). З 1964 по 1965 рік допомагав тренувати кременчуцьке «Дніпро».